# Raute (Heraldik)

Wappen von Bickenbach (Bergstraße)

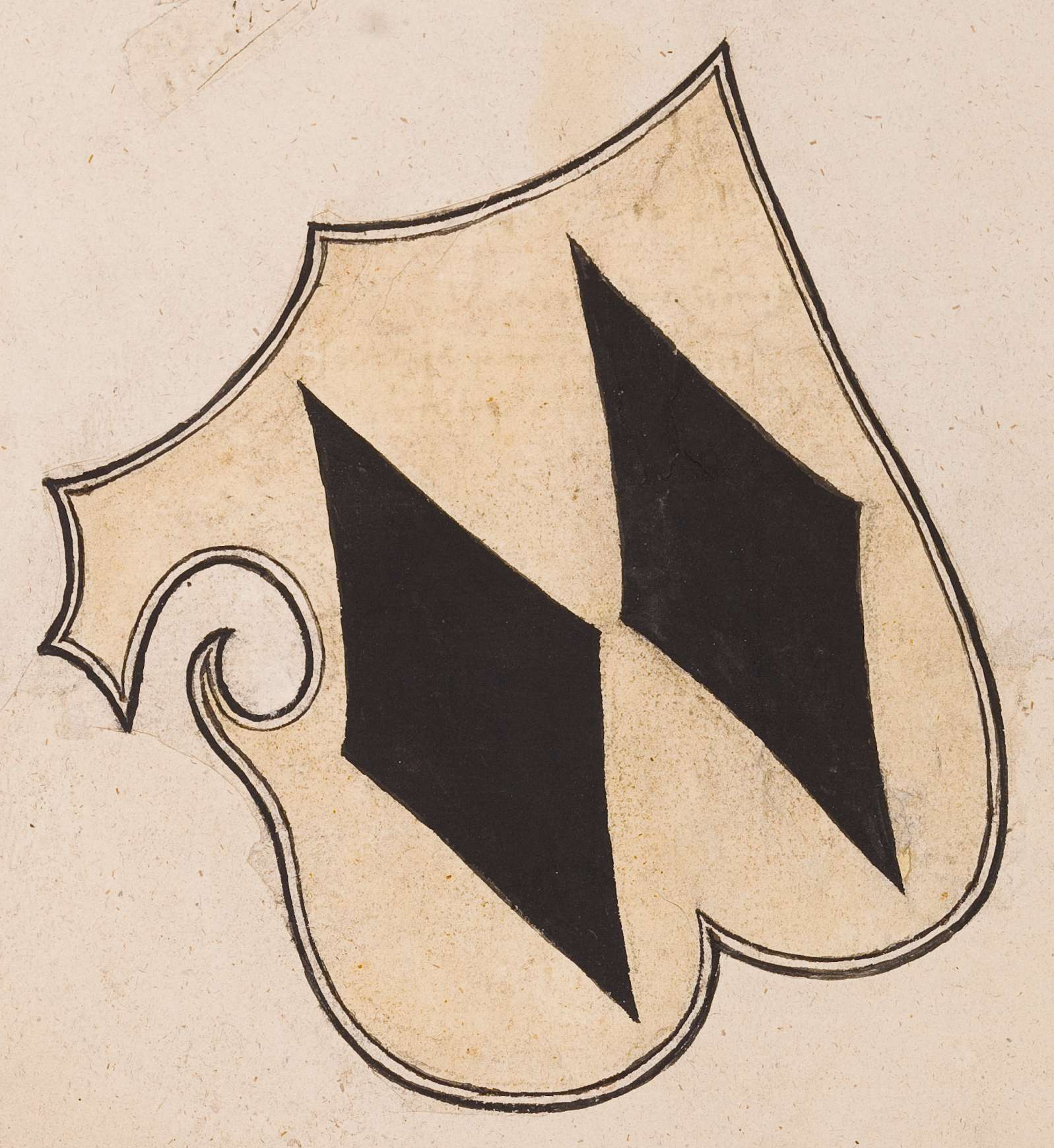
Stammwappen der Herren von Oberg,
Holzschnitt um 1501–1550

Die Raute ist ein häufig benutztes Stilelement in Wappen, sie ist ein Heroldsbild und kommt oft in Bayern vor.

## Blasonierung und Varianten

Spindeln (Wecken)

In silbernem Schild eine grüne Raute (Vieillevigne (Haute-Garonne) FR)

Als heraldische Form wird der Begriff der geometrischen Raute (Rhombus) differenziert:
- Ein spitzgestelltes Quadrat bis mittelmäßiger Rhombus ist eine Raute (französisch losange, englisch lozenge), flächig Rautung, gerautet (lozengy)
- Eine schlanke Raute im Wappen wird als Spindel (auch finden sich Wackel, Wachel oder Spitzraute, frz., engl. fusil) blasoniert, flächig gespindelt fusilly, mittelschlanke Formen der Rautung werden auch Wecke (geweckt) genannt
- Die quadratische Raute wird speziell Kantenwürfel genannt, flächig schräggewürfelt.

In früheren Zeiten der Heraldik wurde die Unterscheidung Raute/Wecke nicht getroffen, dies ist erst mit der Zunahme der geführten Wappen notwendig geworden. Der Sprachgebrauch für alte Adelswappen lässt sich nicht so schnell ändern. So bleibt das bayerische Wappen ein gerautetes, obwohl man es als geweckt bezeichnen müsste. Sonst gilt wie immer in der Heraldik, dass der Blason, also die verbale Beschreibung, verbindlich ist, nicht die konkrete graphische Darstellung. Die folgenden Regeln beziehen sich analog auf alle Formen der Rauten.
Die lange Diagonale stehend (im Pfahl) ist die Normalform, sonst heißt die Raute liegend. Als Muster heißt es gerautet (geweckt).
Verlaufen bei einer Rautung die einen Rautenseiten als Linien parallel zur Schildoberkante, die anderen diagonal, ist der Schild balkenweise bzw. mit Teilungen (schräg-)rechts oder schräglinks gerautet, je nach Ausrichtung der diagonal verlaufenden Linien. Bei Linien parallel zur Schildseitenkante heißt es pfahlweise bzw. mit Spaltungen schräglinks/schrägrechts gerautet, je nach Richtung der Diagonallinien. Sind die Rauten schräggestellt – keine Seitenparallelität, bezeichnet man es je nach Ausrichtung der Längsachse der einzelnen Rauten als ein schrägrechts bzw. schräglinks gewecktes Schild oder Feld (Schildhaupt, -fuß etc.) oder eine Figur. Die Lage der einzelnen Wecke durch ihre Längsachse gibt die Ausrichtung vor.
Mehrere Rauten, die sich in Reihe an den Spitzen berühren, heißen aneinanderstoßend, wenn sie sich senkrecht berühren, pfahlweise aneinanderstoßend (accolés, conjoined in fess/pale). Berühren sie sich flächendeckend, spricht man von gerautet (losangé, lozengy; nicht diagonal heißt aber geschacht).
Die Raute kann wie ein Wappenschild geteilt oder gespalten werden. Wie jede andere Wappenfigur, kann die Stellung mehrerer Rauten beispielsweise im Dreipass, 2:1, 1:2, nach der Figur gelegt (Schrägbalken) und pfahl- oder balkenweise im Schild geordnet sein.
Im Oberwappen ist die Raute auch anzutreffen.
Varianten sind:
- Ist eine Raute mit einem Bord umgeben, wird diese zur Fensterraute. Das Aussehen gleicht dem Fehlen des inneren Teiles, also einem rautenförmigen Loch. Solche mit rundem Loch heißen durchbohrt, die Schildfarbe muss im Durchbruch sichtbar sein. Allgemein werden diese als durchbrochen blasoniert (auch mit anderen Formen der Löcher; die französisch/englische Heraldik hat eigenständige Vokabel: macle/mascle für Rauten mit rautenförmigem Loch, flächendeckend engl. masculy, und rustre für solche mit rundem Loch).[1]
- Eine Raute mit dem Kreuz ihrer Diagonalen wird als geschliffene Raute bezeichnet.[2]
- Bei einer facettierten Raute, auch Edelstein,[3] ist eine parallele Linie zum Rautenrand im kleinen umlaufenden Abstand und die Ecken dieser Figur werden mit kurzen Linien mit dem eigentlichen Außenrand verbunden.[2] Ein Kreuz der Diagonalen kann zusätzlich vorhanden sein.[3]
- eine weitere Sonderform ist mit Nagelköpfchen, Rauten auf Distanz mit kleinen Punkten in den Schnittlinien der Zwischenräume.[4] Sie stellen einen Schildbeschlag dar.
- rechteckige Rauten, klein und zu mehreren als Wappenfigur, blasoniert man auch Kärtchen (wie Schildchen zu ‚Schild‘).

Bei der geschliffenen Raute und der facettierten Raute entsteht der Eindruck eines Edelsteines.

Sonderformen
Fensterrauten im Schildhaupt, Spindeln im Feld (Loudéac FR)
Vorn drei Spindeln (Pfaffing DE)
2:1 gestellte Kantenwürfel (de Wissocq FR)
Fensterrauten (Négy HU)
Durchbohrte Raute (Courris FR)
Edelstein (facettierte Raute, nach Gritzner[3])
Geschliffene Rauten (Admont AT)
Gerautet ein Rautenschild (Talamanca ES)
Damaszierte Rauten (Eckelshausen)

Die durchgehende Raute ist eine Raute, die an allen vier Ecken am Schildrand ansteht: Sie ist kein Heroldsbild, sondern ein Wappenschnitt (französisch/englisch als vêtu/vetu shield blasoniert).

Rautenschild hat zwei unterschiedliche Bedeutungen:
- Der Rautenschild ist eine besondere Schildform, oft als Damenschild bezeichnet.
- Zweitens werden Schilde mit überwiegend Rauten- bzw. Weckenbild als Heroldsbild im Schild so benannt. Beispiel ist das Wappen des Landkreises Starnberg.

Zu den verschiedenen Kreuzarten, die aus der Raute gebildet werden können, siehe Rautenkreuz.

## Beispiele

Wappen
In Silber (Weiß) neun 5:4 balkenweise gestellte und auf der Spitze stehende blaue Rauten (Borghorst in Westfalen)
7 Rauten (Fronhausen, für 7 Ortsteile)
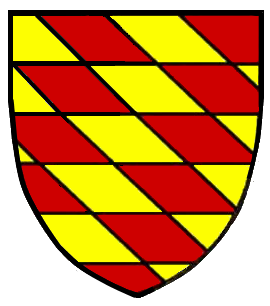
von Rot und Gold mit Teilungen schräg gerautet (Fronhofen)
Über blauem Wellenschildfuß von Gold (Gelb) und Rot mit drei Teilungen schräg gerautet (Guggenhausen)
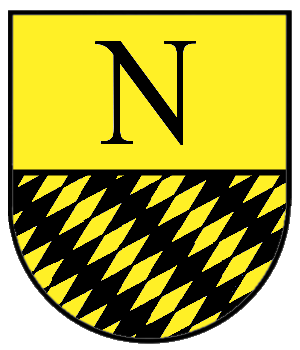
In geteiltem Schild oben in Gold der schwarze Großbuchstabe N, unten von Schwarz und Gold [schräglinks] gerautet Nassau (Main-Tauber-Kreis)
Kleines Wappen Monacos: rot und silbern gerautet
gerautet als Losangé  ebenfalls in Montmorot, F
Geteilt … oben auf flachem grünem Dreiberg ein … roter Löwe …, unten sieben rote Rauten (4:3)(Virneburg)
Eine Spitze von Rauten aus Hermelin und roten, silbern facettierten Rauten (Hofkirchen b.H. AT)
Rot und Weiss gerautet (Stettfurt, CH)
Geteilt durch einen schmalen blauen Balken, der mit drei liegenden silbernen Rauten belegt ist, … (Prem)

Flaggen
Signal Foxtrot im Flaggenalphabet
Staatsflagge Bayerns (Rautenflagge)
Rautenflagge der Landeshauptstadt München
Flagge Brasiliens